# 密耙魚
密耙魚（学名：Pectenocypris korthausae）是輻鰭魚綱鯉形目鯉科的其中一個種，分布於亞洲婆羅洲南部及蘇門答臘島，體長可達3.5公分，棲息在底層水域。